# Laboratoriumjas

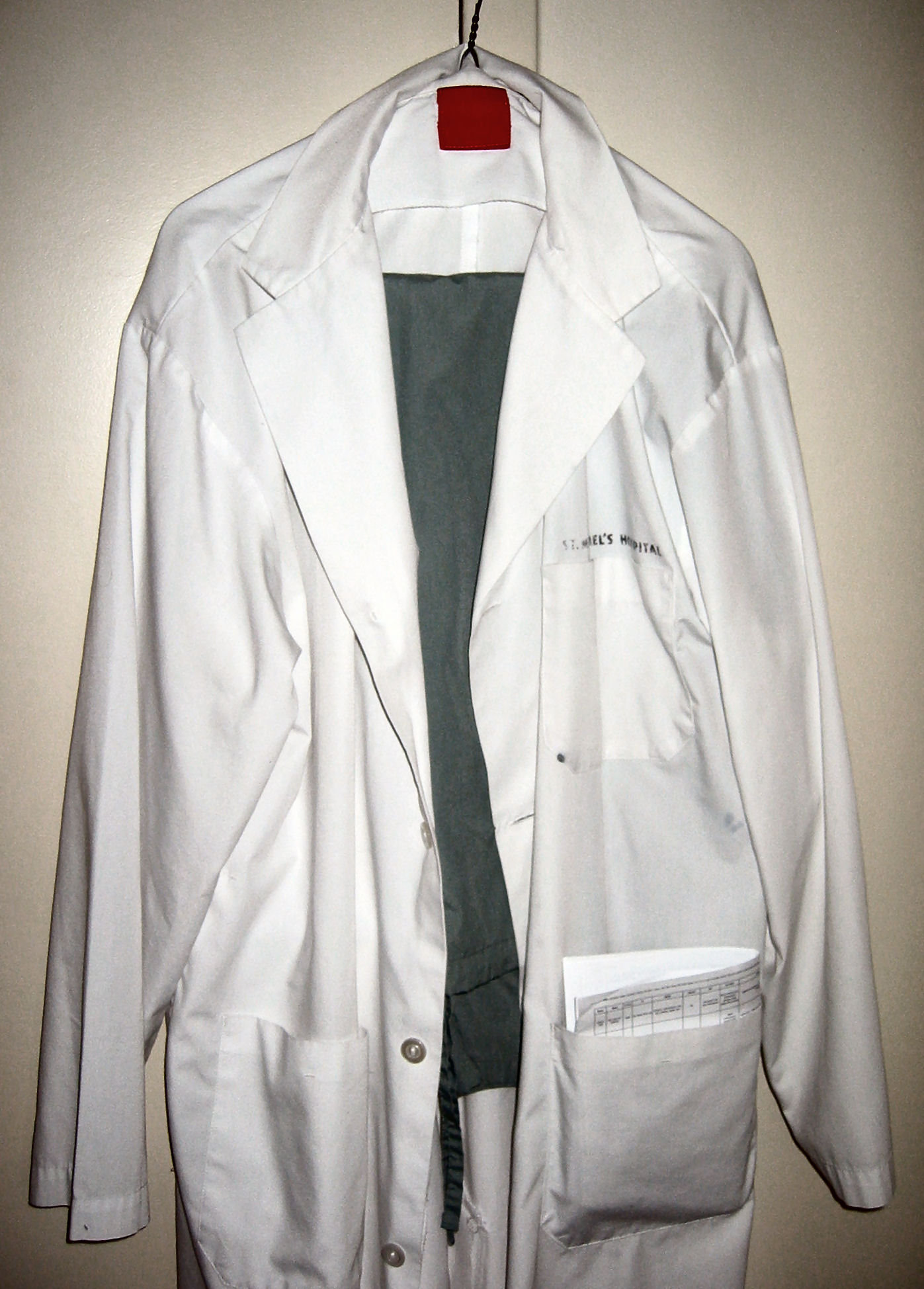
Laboratoriumjas

Een laboratoriumjas,  vaak verkort tot labjas of (in Vlaanderen) tot labojas, wordt gedragen in een laboratorium als een persoonlijk beschermingmiddel. Vaak zijn ze daarom ruimvallend, lang (zodat ook de bovenbenen beschermd zijn), voorzien van lange mouwen en kunnen ze in geval van nood snel uitgetrokken worden. Sommige jassen zijn ook brandvertragend.
Veel labjassen bevatten grote zakken. Dit is waarschijnlijk ontstaan doordat in laboratoria tassen vaak niet toegestaan zijn. Om dan toch voldoende opbergmogelijkheden te hebben, wordt uitgeweken naar de zakken van de labjas. Overigens zorgen deze zakken wel voor een extra risico: hierin kunnen zich gevaarlijke stoffen ophopen.

## Kleur
In beginsel zijn labjassen wit, zodat vlekken gemakkelijk te zien zijn en er in geval van morsen geen twijfel mogelijk is. Bij langdurig/veelvuldig gebruik kan het zijn dat de witte labjas steeds minder wit wordt. Op sommige opleidingen wordt een vuile jas gezien als een teken dat er veel uren in het laboratorium zijn doorgebracht en dat de drager veel ervaring heeft in labowerk. Buiten de opleidingssituatie kiest men liever voor de hygiëne van een witte, schone jas.